# Distretto di Arguvan
Il distretto di Arguvan (in turco Arguvan ilçesi) è uno dei distretti della provincia di Malatya, in Turchia.